# Навободі-Боло
Навобо́ді-Боло́ (тадж. Навободи боло) — село у складі Хатлонської області Таджикистану. Входить до складу Зафарського джамоату Фархорського району.
Назва означає верхній Навободі, останнє означає благоустроєний нещодавно.
Населення — 1713 осіб (2010; 1806 в 2009).